# Cajetan Francis Osta
Cajetan Francis Osta (* 30. Juli 1961 in Kathara-Bokaro, Indien) ist ein indischer Geistlicher und römisch-katholischer Bischof von Muzaffarpur.

## Leben
Cajetan Francis Osta empfing am 9. Mai 1992 das Sakrament der Priesterweihe für das Bistum Muzaffarpur.
Am 11. Juli 2014 ernannte ihn Papst Franziskus zum Bischof von Muzaffarpur. Die Bischofsweihe spendete ihm der Erzbischof von Ranchi, Telesphore Placidus Kardinal Toppo, am 22. Oktober desselben Jahres. Mitkonsekratoren waren der Apostolische Nuntius, Erzbischof Salvatore Pennacchio, und der Erzbischof von Patna, William D’Souza SJ.